# Diecezja Jasikan
Diecezja Jasikan – diecezja rzymskokatolicka w Ghanie. Powstała w 1994. 

## Biskupi diecezjalni
- Bp Gabriel Akwasi Abiabo Mante (od 1994)